# Anthonie de Lorme
Anthonie de Lorme (vers 1610, Tournai - 1673, Rotterdam) est un peintre des Pays-Bas espagnols qui s'est illustré comme un peintre du siècle d'or néerlandais.

## Biographie
Anthonie de Lorme est né vers 1610 à Tournai au sein du Comté de Flandre alors partie des Pays-Bas espagnols (dans l'actuelle Belgique). Il est connu pour peindre des intérieurs d'église, et en particulier l'Église Saint-Laurent de Rotterdam qu'il a peint dix-sept fois. Ses nombreux tableaux de l'église Laurenskerk seront utilisés au lendemain de la Seconde Guerre mondiale pour sa restauration. Sa peinture évolue au fil des ans, de décors illuminés d'églises imaginaires vers une simplicité dans les intérieurs des églises inspirée des peintres de Delft.
Il meurt en 1673 à Rotterdam.

## Œuvres
- Intérieur de l'église Laurenskerk à Rotterdam[2], The J. Paul Getty Museum, Los Angeles, Californie, États-Unis

- 1669 : Intérieur de l'église Saint-Laurent de Rotterdam, Palais des Beaux-Arts de Lille
- Intérieur d'un temple, Musée des beaux arts de Rennes